# Rai 4
A Rai 4 (kiejtése: ráj-kvátró) a Rai tematikus csatornája.
A csatorna kultuszfilmeket, sorozatokat és animéket sugároz.

## Története
A csatorna 2008. július 14-én kezdte meg adását, az Elephant című 2003-as amerikai filmmel, a csatorna eleinte a Rai RaiSat nevű kábeltelevíziós vállalatához tartozott. 2014 és 2021 között ez a csatorna közvetítette az Eurovíziós Dalfesztivál két elődöntőjét.
2012-től látható a Rai News 24 hírcsatorna hírösszefoglalója 5 percben.
2015-ben a Fairy Tail című anime volt az első anime, aminek szinkronját a Rai saját stúdiójában készítette.
A csatorna station voice-a Massimo Lodolo.

## Műsorkínálat

### Televíziós műsorok
- Assatirati
- Bella ciao
- Big End
- Blog - Il meglio della rete più il peggio della televisione (szatirikus műsor)
- Brit Awards 2016-os gálája
- Eurovíziós Dalfesztivál elődöntők (2014–2021)
- Generációs szakadék (amerikai film, 2008)
- Il Male cabaret (szatirikus műsor)
- La situazione comica
- L'isola dei famosi - Inside the story (Survivor, a szigethez hasonló valóságshow)
- Mainstream
- Emmy-díj átadó, 2014 óta
- Rai dire Europei (az európai labdarúgáshoz kapcsolódó sportszatíra)
- Rai dire Nazionale (a nemzeti labdarúgáshoz kapcsolódó sportszatíra)
- Pechino Addicted (holland-belga licenc alapján készülő valóságshow, melyben a szereplők távoli országokba utaznak és különböző feladatokat kell megoldaniuk)[2]
- Serial Webbers
- Smartlove
- Sugo - 60 minuti di gusto e disgusto
- Un weekend con il nonno
- Vite reali
- Wonderland

### Vetített sorozatok
- 90210
- A S.H.I.E.L.D. ügynökei
- A vámpír, a vérfarkas és a szellem
- Az uralkodónő
- Alphas
- Angel
- Atlantis
- Babylon 5
- Boardwalk Empire
- Breaking Bad – Totál szívás
- Csillagközi romboló
- Dexter (televíziós sorozat)
- Devious Mads
- Szépség és a szörnyeteg (sorozat)
- Egyszer volt, hol nem volt
- Erica világa
- Eureka
- Ki vagy, doki?
- Londoni rémtörténetek
- Orange Is the New Black
- Róma (televíziós sorozat)
- Született feleségek
- Törtetők